# Ryongnim
Ryongnim (kor. 룡림군, Ryongnim-kun) – powiat w Korei Północnej, w prowincji Chagang. W 2008 roku liczył ok. 33 tys. mieszkańców. 
Dominuje teren górzysty. Najwyższym szczytem w powiecie jest Wagal (2260 m n.p.m.).